# ماهی‌خورک‌های آبی
ماهی‌خورکیان آبی (نام علمی: Cerylinae) یکی از سه زیرخانواده از خانواده ماهی‌خورکان است که شامل ۹ گونه در سه سرده مختلف است:
- ماهی‌خورک‌های بزرگ (Megaceryle) که شامل چهار ماهی‌خورک بزرگ‌جثه است که در سه قاره آسیا، آفریقا، و آمریکا پراکنده‌اند.
  - ماهی‌خورک تاج‌دار Megaceryle lugubris
  - ماهی‌خورک حلقه‌دار Megaceryle torquata
  - ماهی‌خورک عظیم Megaceryle maxima
  - ماهی‌خورک کمربنددار Megaceryle alcyon
- ماهی‌خورک‌های سفید (Ceryle)
  - ماهی‌خورک سفید Ceryle rudis
- ماهی‌خورک سبز آمریکایی (Chloroceryle) که در جنگل‌های استوایی گرمسیری قاره آمریکا حضور دارند.
  - ماهی‌خورک آمازونی Chloroceryle amazona
  - ماهی‌خورک سبز Chloroceryle americana
  - ماهی‌خورک سبز و حنایی Chloroceryle inda
  - ماهی‌خورک کوتوله آمریکایی Chloroceryle aenea